# Abner Mares
Abner Mares Martínez (28 de noviembre de 1985, Guadalajara, Jalisco) es un boxeador mexicano profesional en la división de peso pluma. Fue condecorado en varias ocasiones en los torneos internacionales de aficionados en México. Se crio en la ciudad de Hawaiian Gardens, California, Estados Unidos. Es el actual campeón pluma de la WBA y fue campeón del WBC.

## Carrera Amateur
Como amateur, Mares compiló un récord de 112-8 (84 KOs). Mares ganó el campeonato del mundo sub-17 y la medalla de oro de peso gallo en los juegos centroamericanos 2002 superando a Juan Manuel López y la medalla de plata en la misma división en 2003 en los Juegos Panamericanos de Santo Domingo. En el Campeonato Mundial Júnior 2004, terminó en segundo lugar de perder ante Aibek Abdimomunov. Participó en los Juegos Olímpicos 2004 de su país natal. Allí fue derrotado en la primera ronda de la división de peso gallo (54 kg) por el Húngaro Zsolt Bedak en una decisión muy controvertida .

### Aspectos destacados Amateur
Representó a México en los Juegos Olímpicos de Atenas 2004 como peso gallo, perdiendo en la primera ronda de Zsolt Bedak de Hungría en los puntos 27 a 24
- Medalla de oro en la región de América 2002 Juegos Deportivos Centroamericanos y del Caribe
- Medalla de oro en el Campeonato del Mundo de 2002 Cadete
- Medallista de plata en los Juegos Panamericanos del 2003, perdiendo ante Guillermo Rigondeaux
- Medallista de plata en el Campeonato Mundial Júnior 2004

## Carrera profesional
En enero de 2005, Mares ganó su debut profesional contra el puertorriqueño Luis Malave. El 7 de septiembre de 2007, ganó el campeonato de la OMB peso gallo NABA derrotando a ex campeón de la OMB Isidro García. Mares ganó sus tres peleas antes de sufrir una lesión en el ojo que lo obligó a someterse a una cirugía. Regresó al ring 10 meses después de dejar de Jonathan Pérez. Había sido entrenado como un profesional del Salón de la Fama, Ignacio Beristáin, sin embargo, se separaron después de Mares cambiado empresas de promoción.
El 22 de mayo de 2010, Mares desafió invicto campeón Yonnhy Pérez (20-0) por su título gallo de la FIB. La pelea terminó en una mayoría de 12 asaltos empate ante un juez de puntuación es 115-113 en favor de los Mares, mientras que el otro dos que anotó 114 a 114 pares. La mayoría de la prensa en el ringside anotaron la pelea a favor de los Mares.

## Torneo de Gallos de Showtime
Golden Boy Promotions anunció que Mares se participa en el torneo de Showtime de cuatro hombres de eliminación directa de peso gallo, que también incluiría Vic Darchinyan, Agbeko José, y Pérez Yonnhy. En la primera ronda del torneo, Mares enfrentó IBO gallo campeón Vic Darchinyan y lo derrotó por decisión dividida de 12 asaltos para reclamar el título de campeón mundial IBO y el título del CMB Plata.
Mares estaba programado para enfrentar al campeón gallo de la FIB Joseph Agbeko en la ronda final del torneo el 23 de abril de 2011. Sin embargo, Agbeko se retiró apenas unos días antes por una lesión. La pelea fue reprogramado. Mares peleó con Agbeko el 13 de agosto en Showtime y ganó el título y el torneo por decisión unánime. Sin embargo, la pelea no estuvo exento de polémica, ya que Mares entregó numerosos golpes bajos, el referí Russell Mora no le penalizo con deducción de puntos por cualquiera de los golpes durante toda la pelea. El más infame de estos golpes se produjo durante el 11.º asalto de la pelea, en la que un golpe bajo de Mares cayó en la taza de Agbeko, causando Agbeko a caer. Mientras que el golpe bajo fue claramente visible para todos, el árbitro Mora se pronunció como una caída. Todo esto produjo a una revancha inmediata, el 3 de diciembre Mares derrotó a Joseph Agbeko por decisión unánime, con lo que conservó su cinturón de peso gallo de la Federación Internacional de Boxeo.

## Récord profesional
| 31 Ganadas (15 KOs), 3 Derrotas, 1 Empate |        |                        |      |               |            |                                                 |                                                                               |
| Res.                                      | Récord | Oponente               | Tipo | Rd., Tiempo   | Datos      | Localidad                                       | Notas                                                                         |
| G                                         | 1–0    | Luis Malave            | TKO  | 2 (6)         | 2005-01-06 | Desert Diamond Casino, Tucson, Arizona          | Debut profesional de Mares.                                                   |
| G                                         | 2–0    | Francisco Soto         | KO   | 5 (6)         | 2005-02-19 | Staples Center, Los Ángeles, California         |                                                                               |
| G                                         | 3–0    | David Vásquez          | UD   | 6             | 2005-04-29 | Entertainment Center, Laredo, Texas             |                                                                               |
| G                                         | 4–0    | Baladan Trevizo        | TKO  | 5 (6)         | 2005-06-16 | Sundance Square, Fort Worth, Texas              |                                                                               |
| G                                         | 5–0    | Elvis Luciano Martínez | TKO  | 3 (6)         | 2005-07-16 | MGM Grand Garden Arena, Las Vegas               |                                                                               |
| G                                         | 6–0    | Selso Bosquez          | TKO  | 4 (6)         | 2005-09-17 | MGM Grand Garden Arena, Las Vegas               |                                                                               |
| G                                         | 7–0    | Yamin Mohammad         | UD   | 8 (8)         | 2005-12-16 | Centro de Convenciones, Austin, Texas           |                                                                               |
| G                                         | 8–0    | Omar Adorno            | UD   | 8             | 2006-02-24 | Mandalay Bay Resort & Casino, Las Vegas         |                                                                               |
| G                                         | 9–0    | Kevin Hudgins          | UD   | 8             | 2006-09-15 | Aragon Ballroom, Chicago, Illinois              |                                                                               |
| G                                         | 10–0   | Wilmer Rodríguez       | TKO  | 4 (10)        | 2006-11-25 | Dodge Arena, Hidalgo, Texas                     |                                                                               |
| G                                         | 11–0   | Robert Allanic         | RTD  | 8 (10)        | 2007-03-02 | New Alhambra, Filadelfia, Pensilvania           |                                                                               |
| G                                         | 12–0   | Ángel Antonio Priolo   | TKO  | 6 (10)        | 2007-04-20 | Estadio Cicero, Cicero, Illinois                |                                                                               |
| G                                         | 13–0   | Saúl Gutiérrez         | UD   | 6             | 2007-07-06 | Centro de Convenciones, McAllen, Texas          |                                                                               |
| G                                         | 14–0   | Isidro García          | RTD  | 7 (12)        | 2007-09-07 | Desert Diamond Casino, Tucson, Arizona          | Gana el Título de la WBO NABA del peso gallo.                                 |
| G                                         | 15–0   | Damian David Marchiano | UD   | 12            | 2007-11-17 | Borgata Hotel Casino, Atlantic City, New Jersey | Retiene el Título Mundial de la WBO NABA del peso gallo.                      |
| G                                         | 16–0   | Diosdado Gabi          | TKO  | 2 (12)        | 2008-03-15 | MGM Grand Garden Arena, Las Vegas               | Retiene el Título Mundial de la WBO NABA del peso gallo.                      |
| G                                         | 17–0   | Jonathan Arias         | UD   | 10 (10)       | 2008-06-27 | Morongo Casino Resort, Cabazon, California      |                                                                               |
| G                                         | 18–0   | Jonathan Pérez         | RTD  | 6 (8)         | 2009-05-02 | MGM Grand Garden Arena, Las Vegas               |                                                                               |
| G                                         | 19–0   | Carlos Fulgencio       | KO   | 6 (8), 2:46   | 2009-08-27 | Club Nokia, Los Ángeles, California             |                                                                               |
| G                                         | 20–0   | Felipe Almanza         | KO   | 5 (10), 2:23  | 2010-03-25 | Club Nokia, Los Ángeles, California             |                                                                               |
| E                                         | 20-0-1 | Yonnhy Pérez           | MD   | 12            | 2010-05-22 | Staples Center, Los Ángeles, California         | Por el Título Mundial de la IBF en el peso gallo.                             |
| G                                         | 21-0-1 | Vic Darchinyan         | SD   | 12            | 2010-12-11 | Emerald Queen Casino, Tacoma, Washington        | Gana los Títulos de la IBO y vacante Plata del WBC en el peso gallo.          |
| G                                         | 22-0-1 | Joseph Agbeko          | MD   | 12            | 2011-08-13 | Hard Rock Hotel and Casino, Las Vegas, Nevada   | Gana el Título de la IBF y retiene el Título Plata del WBC peso gallo titles. |
| G                                         | 23-0-1 | Joseph Agbeko          | UD   | 12            | 2011-12-03 | Honda Center, Anaheim, California               | Retiene el Título Mundial de la IBF del peso gallo.                           |
| G                                         | 24-0-1 | Eric Morel             | UD   | 12            | 2012-04-21 | Don Haskins Convention Center, El Paso, Texas   | Gana el Título Mundial vacante del WBC del peso supergallo.                   |
| G                                         | 25-0-1 | Anselmo Moreno         | UD   | 12            | 2012-11-10 | Staple Center, Los Ángeles, California          | Retiene el Título Mundial del WBC del peso supergallo.                        |
| G                                         | 26-0-1 | Daniel Ponce De León   | TKO  | 9 (12), 2:20  | 2013-05-04 | MGM Grand Garden Arena, Las Vegas, Nevada       | Gana el Título Mundial del WBC de peso pluma.                                 |
| D                                         | 26-1-1 | Jhonny González        | KO   | 1 (12), 2:55  | 2013-08-24 | StubHub Center, Carson , California             | Pierde el Título Mundial del WBC de peso pluma.                               |
| G                                         | 27-1-1 | Jonathan Oquendo       | UD   | 10            | 2014-07-12 | MGM Grand Garden Arena, Las Vegas, Nevada       |                                                                               |
| G                                         | 28-1-1 | José Ramírez           | RTD  | 5 (10)        | 2014-12-13 | MGM Grand Garden Arena, Las Vegas, Nevada       |                                                                               |
| G                                         | 29-1-1 | Arturo Santos Reyes    | UD   | 10            | 2015-03-07 | MGM Grand Garden Arena, Las Vegas, Nevada       |                                                                               |
| D                                         | 29-2-1 | Leo Santa Cruz         | MD   | 12            | 2015-08-29 | Staples Center, Los Ángeles, California         | Por el Título Mundial de Supercampeón WBA en peso pluma.                      |
| G                                         | 30-2-1 | Jesús Cuellar          | SD   | 12            | 2016-10-12 | USC Galen Center, Los Ángeles, California       | Gana el Título Mundial de la WBA en peso pluma.                               |
| G                                         | 31-2-1 | Andrés Gutiérrez       | TD   | 10 (12), 2:40 | 2017-10-14 | StubHub Center, Carson, California              | Retiene el Título Mundial de la WBA en peso pluma.                            |
| D                                         | 31-3-1 | Leo Santa Cruz         | UD   | 12            | 2018-06-09 | Staples Center, Los Ángeles                     | Por el Título Mundial de la WBA (Super) en peso pluma.                        |